# Тадеуш Рутовський
Тадеуш (Тадій) Рутовський (пол. Tadeusz Rutowski; 2 грудня 1852, Тарнів — 30 березня 1918, Крехів) — галицький журналіст і політик, посол до Галицького сейму VI, VIII, IX i X каденцій та австрійського парламенту VII, VIII i IX каденцій, президент Львова (1914—1915).

## Життєпис
Народився 2 грудня 1852 року в Тарнові в родині Клеменса Рутовського та Кароліни Трешковської.
Батько був учасником Листопадового повстання проти Російської імперії (1830—1831), після поразки повстання перебрався до Галичини; був бурмістром Тарнова (1873—1877) та послом до Галицького сейму І, II та III каденцій (1861—1876).
Тадеуш Туровський після гімназії в Тарнові навчався у Відні, де у 1879 році став доктором філософії. Як журналіст співпрацював з численними галицькими газетами та журналами, зокрема «Ekonomista Polski», «Gazeta Narodowa», «Muzeum», «Przełom», редактор газет «Nowa Reforma», «Słowo Polskie» у Львові.
1889 року був обраний послом до Крайового сейму від м. Тарнова, у 1901 та 1908 роках від м. Львова. У 1886—1898 роках Рутовський був послом до Віденського парламенту. Дотримувався центристських та демократичних поглядів.
Починаючи з 1895 — перший віце-президент Львова. Співзасновник Towarzystwa miłośnikόw przeszłości Lwowa. Сприяв побудові будинку Промислового музею, Міської картинної галереї, придбав будинок короля Яна на Ринку, в якому створив музей імені Собеського, купив будинок на вул. Гетьманській, де розмістив Палац мистецтв.
З дружиною Ядвігою (з Богданських) мав дочок Аліцію, Зоф'ю та Марію і сина Анджея, поручника польської армії розстріляного в Катині.

## Президент Львова під час російської окупації 1914—1915

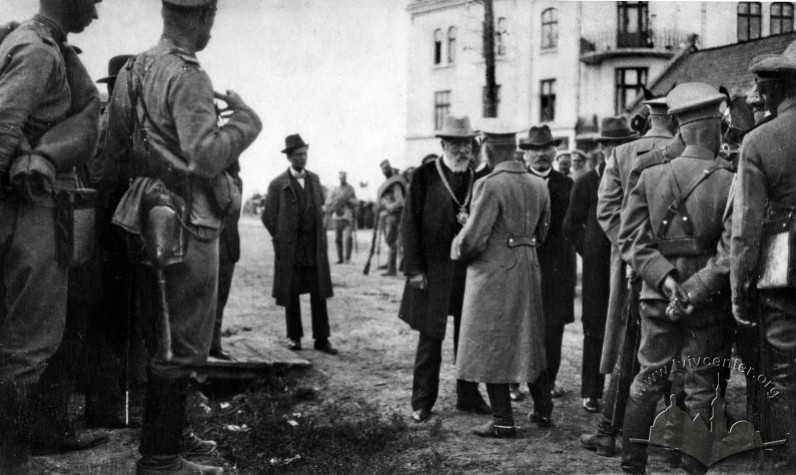
Тадеуш Рутовський вручає символічні ключі від міста російському генералові Ґотлібу-Вільгельму (Васілію) Роде. Львів, Личаківська рогатка, 3.9.1914

28 червня 1914 в Сараєво сербський терорист Гаврило Принцип вбив спадкоємця австрійського престолу ерцгерцога Франца Фердинанда та його дружину герцогиню Софію Хотек. Вбивство стало формальним приводом для початку Першої світової війни. 29 липня 1914 року у Російській імперії розпочали мобілізацію. 18 серпня 1914 року російські війська розпочали наступ на Австро-Угорщину і завдали поразки австрійським військам у Галицькій битві.
3 вересня 1914 року російські війська захопили Львів. Напередодні президент міста Юзеф Нойман покинув Львів i Тадеуш Рутовський перейняв обов'язки президента міста. Впродовж 293 днів російської окупації Рутовський опікувався функціонуванням муніципального господарства.
У травні-червні 1915 року німецька та австрійська армії під керівництвом Августа фон Макензена провели успішний контрнаступ в Галичині і 22 червня 1915 року звільнили Львів. Відступаючи, російські війська захопили з собою заручників, серед яких був Тадеуш Рутовський.
У січні 1917 року Рутовського виміняли на москвофіла, віденського кореспондента часопису «Новое Время» Дмитра Янчевецького, засудженого на смерть за державну зраду у справі «Народного Совіту» Дмитра Маркова. Проте здоров'я Рутовського було підірване під час полону. 30 березня 1918 року він помер у Крехові, похований на Личаківському цвинтарі у Львові.

## Вшанування пам'яті
Ще за життя Рутовського на його честь була названа одна з вулиць в історичному центрі Львова (нинішня вулиця Театральна). У 1926 році реміснича бурса, що на вулиці Якуба Германа (нинішня вулиця Лемківська) отримала ім'я Тадеуша Рутовського.
Мер Львова Андрій Садовий про Тадеуша Рутовського:

| "Тадеуш Рутовський…був міським головою в перехідний час, коли австріяки відходили, а росіяни приходили. Тоді забрали всі гроші з банків, і місто було на межі голодної смерті. Практично обкраденою залишилася вся міська верхівка, тому що люди тримали гроші в банках. Т. Рутовський був небідною людиною й фактично утримував місто кілька місяців своїм коштом. Це був приклад великої самопожертви й відданості — людина рятувала своє рідне місто (потім перебули зиму, й ситуація покращилася)." |